# Tomba tràcia de Kazanlâk
La tomba tràcia de Kazanlak és una construcció funerària de maó de tipus tolos situada a la rodalia de la ciutat de Kazanlâk, a la província de Stara Zagora, a la Bulgària central. Va ser descoberta el 1944 i declarada Patrimoni de la Humanitat per la UNESCO el 1979.
La tomba, situada prop de l'antiga capital tràcia de Seutòpolis, forma part d'una important necròpolis tràcia.
El monument data del segle IV aC. Està format per un estret corredor i una cambra funerària rodona, ambdues decorades amb frescos que representen diverses escenes, entre les quals destaquen una parella abraçant-se en un banquet funerari ritual i el comiat d'una parella a cavall. Són les pintures més ben conservades del període hel·lenístic a Bulgària.